# InterPici

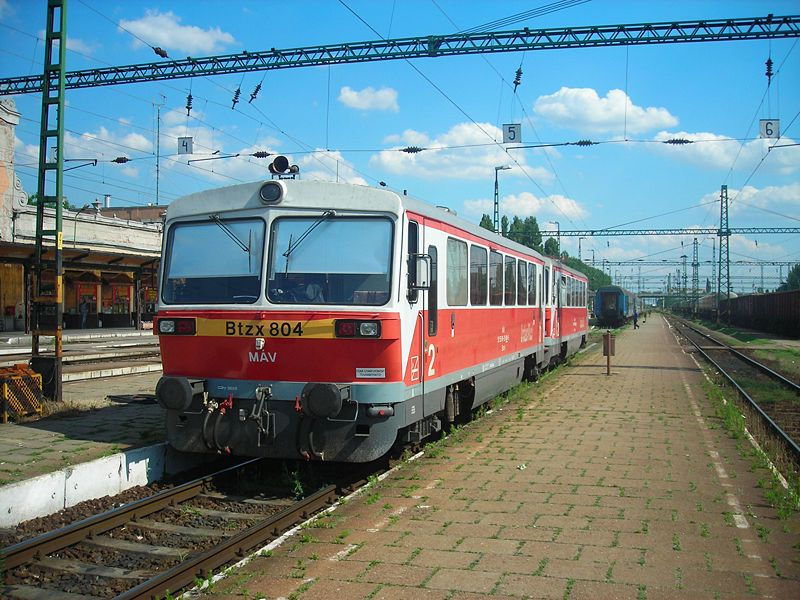
Vlak InterPici ve stanici Békéscsaba

InterPici, zkráceně IP, byla v letech 1998 až 2010 jedna z kategorií vlaků dopravce MÁV, resp. od roku 2007 MÁV-START, na síti maďarských železnic. Vlaky této kategorie sloužily jako přípojné spoje k vlakům InterCity. 

## Vozidla
Na spojích InterPici byly provozovány modernizované motorové vozy Bzmot (Btzx) vyrobené firmou Vagónka Studénka v Československu. Vlak byl povinně místenkový a zcela nekuřácký, bylo v něm možno přepravovat kola. Dnes tato vozidla slouží na běžných vlacích.

## Provoz

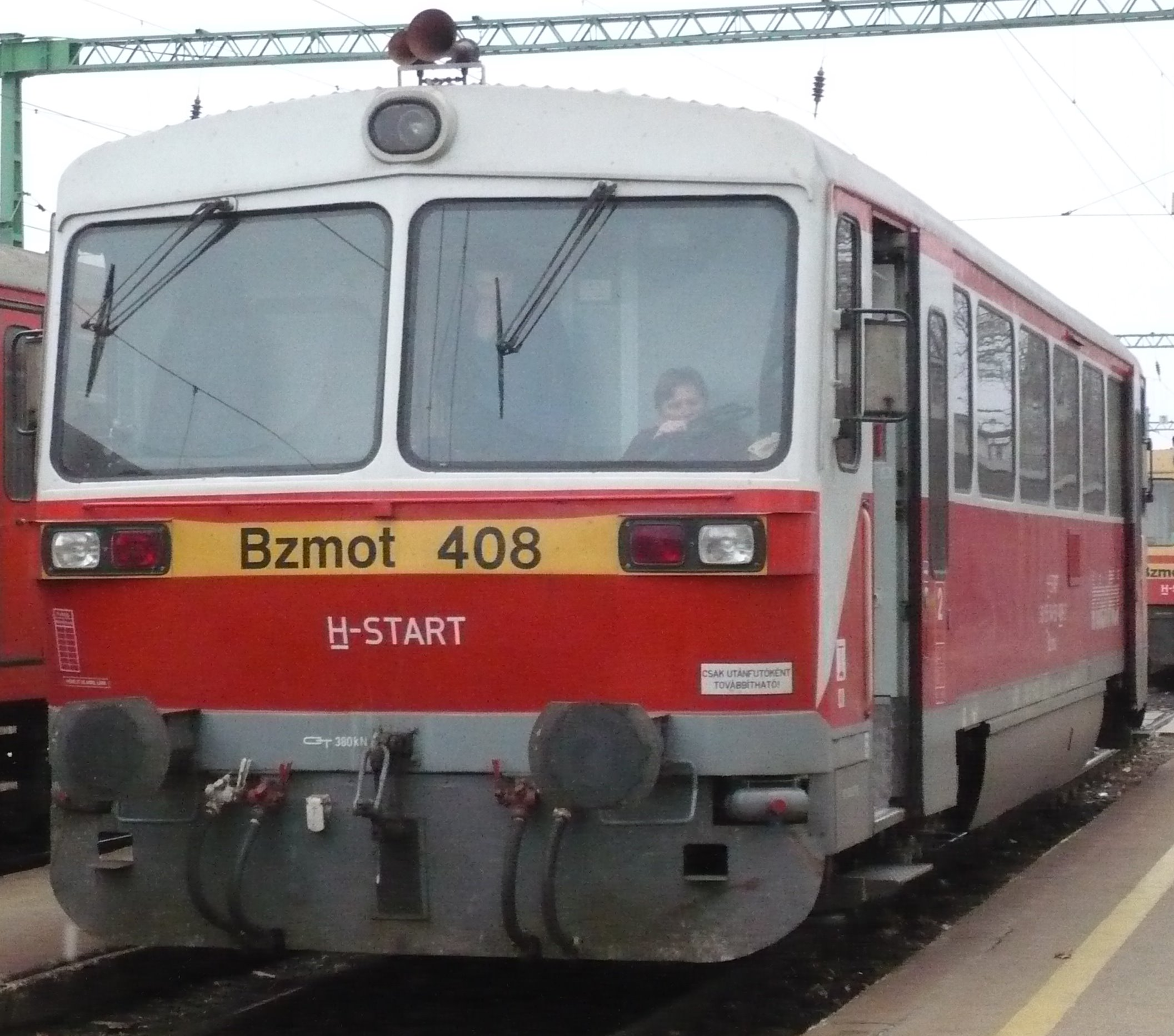
Motorový vůz Bzmot 408

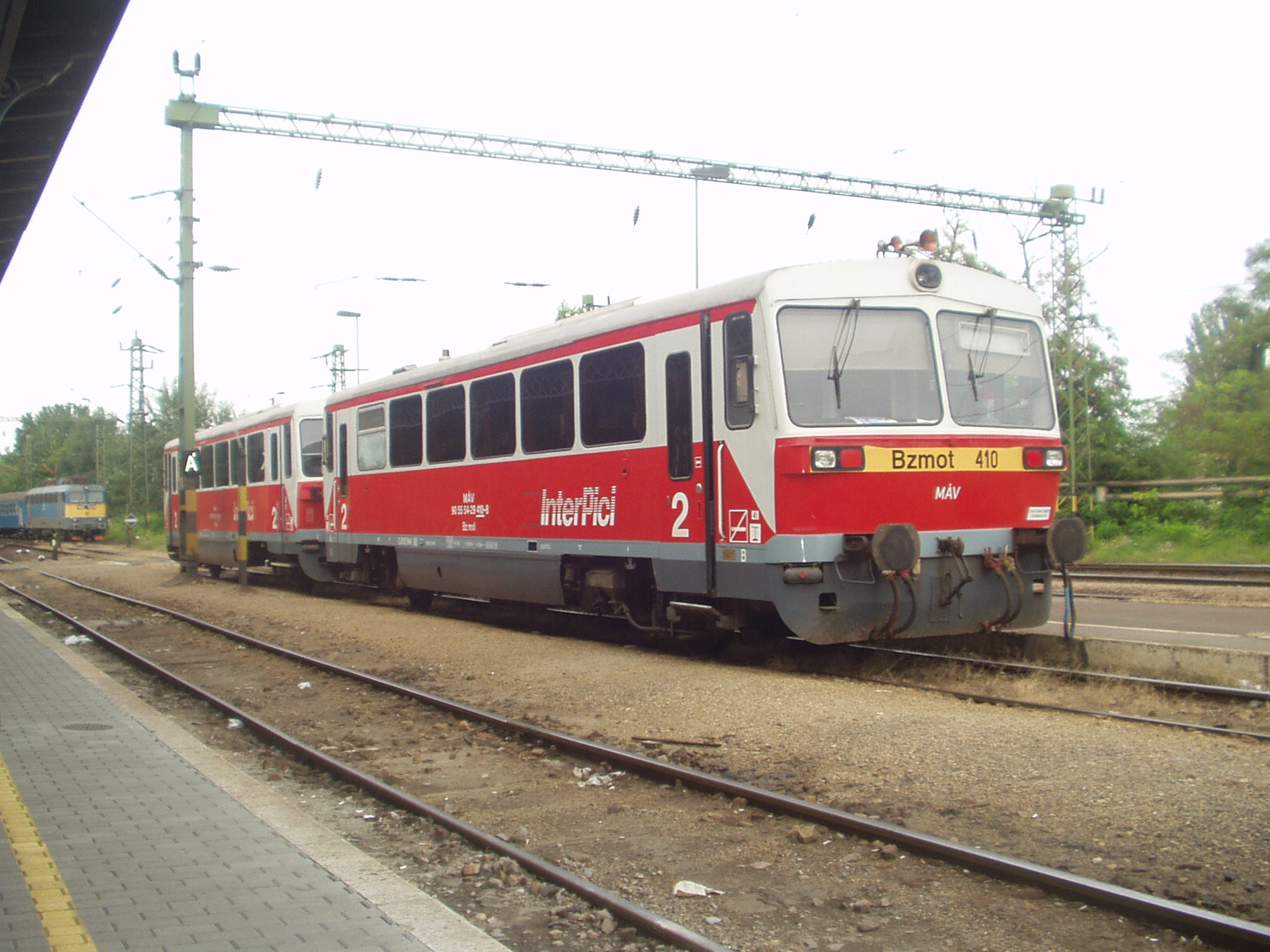
Motorový vůz Bzmot 410

Provoz vlaků kategorie InterPici na tratích:
| Číslo tratě | Ze stanice           | Do stanice                 | Poznámka |
| ----------- | -------------------- | -------------------------- | -------- |
| 2           | Budapest-Nyugati pu. | Esztergom                  | Zrušeno  |
| 23          | Zalaegerszeg         | Rédics                     | Zrušeno  |
| 41          | Dombóvár             | Kaposvár                   | Zrušeno  |
| 41          | Dombóvár             | Gyékényes                  | Zrušeno  |
| 46 + 154    | Sárbogárd            | Baja                       |          |
| 80          | Miskolc              | Sátoraljaújhely            | Zrušeno  |
| 89          | Miskolc              | Tiszaújváros               | Zrušeno  |
| 92          | Miskolc              | Ózd                        |          |
| 94          | Miskolc              | Tornanádaska               | Zrušeno  |
| 101         | Püspökladány         | Biharkeresztes (Nagyvárad) | Zrušeno  |
| 105         | Debrecen             | Nyírábrány                 | Zrušeno  |
| 109         | Debrecen             | Tiszalök                   | Zrušeno  |
| 110         | Debrecen             | Mátészalka                 | Zrušeno  |
| 113         | Mátészalka           | Fehérgyarmat               | Zrušeno  |
| 113         | Fehérgyarmat         | Zajta                      | Zrušeno  |
| 114         | Mátészalka           | Csenger                    | Zrušeno  |
| 116         | Nyíregyháza          | Vásárosnamény              | Zrušeno  |
| 128         | Békéscsaba           | Gyula                      | Zrušeno  |
| 135         | Békéscsaba           | Szeged                     | Zrušeno  |